# Lotten von Düben

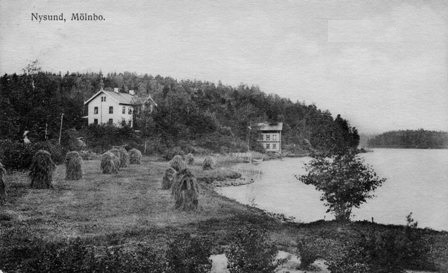
Nysund

Carolina Charlotta (Lotten) Mariana von Düben, född von Bahr 23 november 1828 i Söderby i Uppsala-Näs församling, Uppsala län, död 25 december 1915 i Nysund i Vårdinge församling, Stockholms län, var en svensk friherrinna och fotograf.

## Biografi
Lotten von Düben var dotter till major Robert von Bahr och friherrinna Eva Carolina Åkerhielm af Margretelund och gifte sig 1857 med Gustaf von Düben. Hon lärde sig fotografera och illustrerade makens stora verk Om Lappland och lapparne, företrädesvis de svenske (1873). Utöver detta tycks hon inte ha utövat fotografyrket.
Makarna von Düben gjorde tillsammans två resor till Lappland för att studera samerna. År 1868 besökte makarna Lule lappmark och 1871 Pite lappmark och Lycksele lappmark. Lotten von Düben medförde två kameror, dels en stereokamera, dels en kamera för våtplåtar i format 20x13,5 cm. Fotografierna fungerade sedan som förlagor till de träsnitt och litografier som illustrerade Om Lappland och lapparne.
En stor del av Lotten von Dübens fotografier föreställer namngivna samer. En del är antropologiska bilder, där personerna avbildas dels rakt framifrån, dels från sidan. Hon var också en av de första som fotograferade de svenska fjällen och vattenfall som Harsprånget och Stora Sjöfallet.
Originalfotografierna finns i Nordiska museet och Uppsala universitetsbibliotek. Lotten von Düben är begravd på Solna kyrkogård.

## Några av Lotten von Dübens bilder

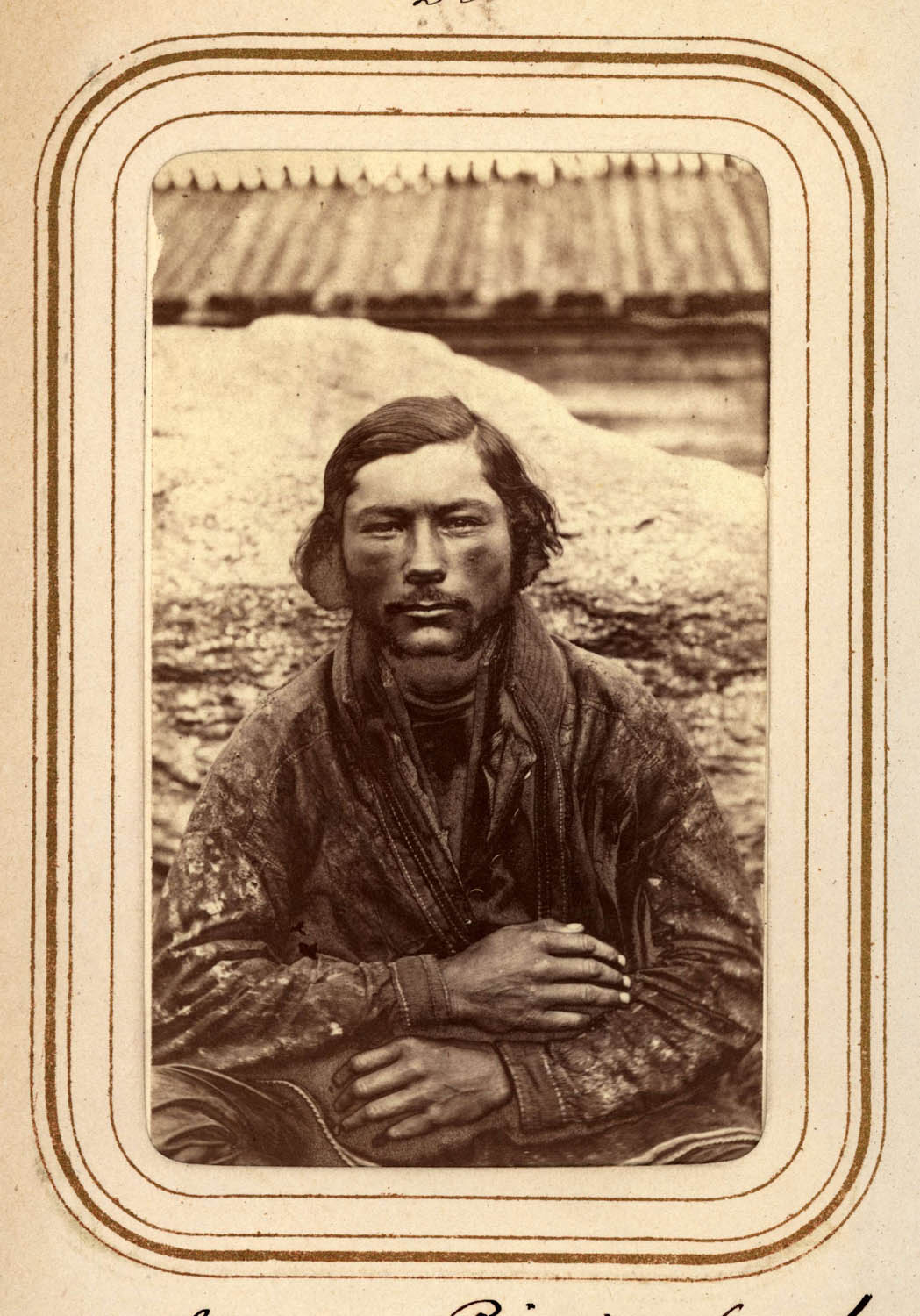
Amma Pirkit Larsson, same från Tuorpon
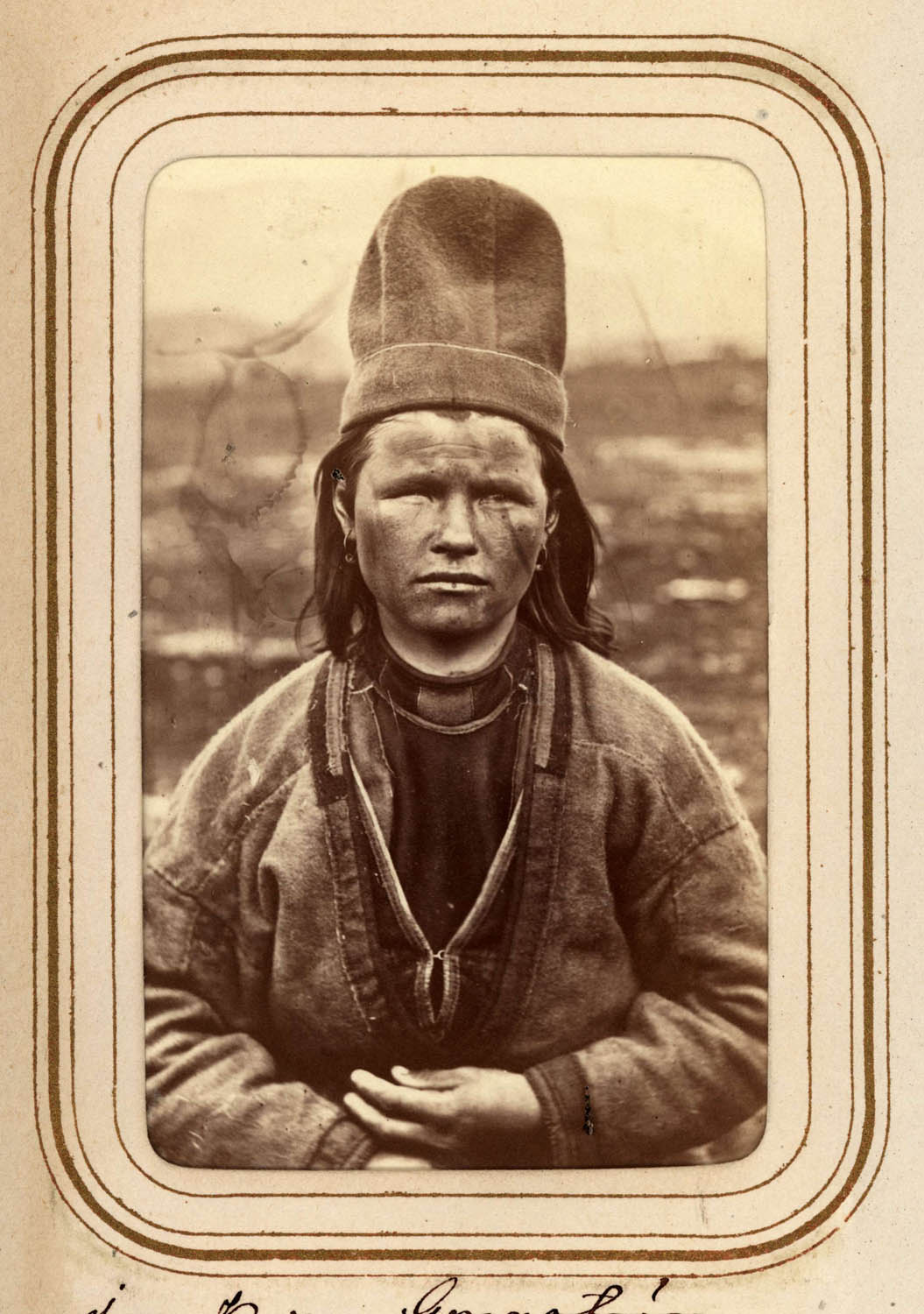
Inga Kajsa Granström, same från Tuorpon
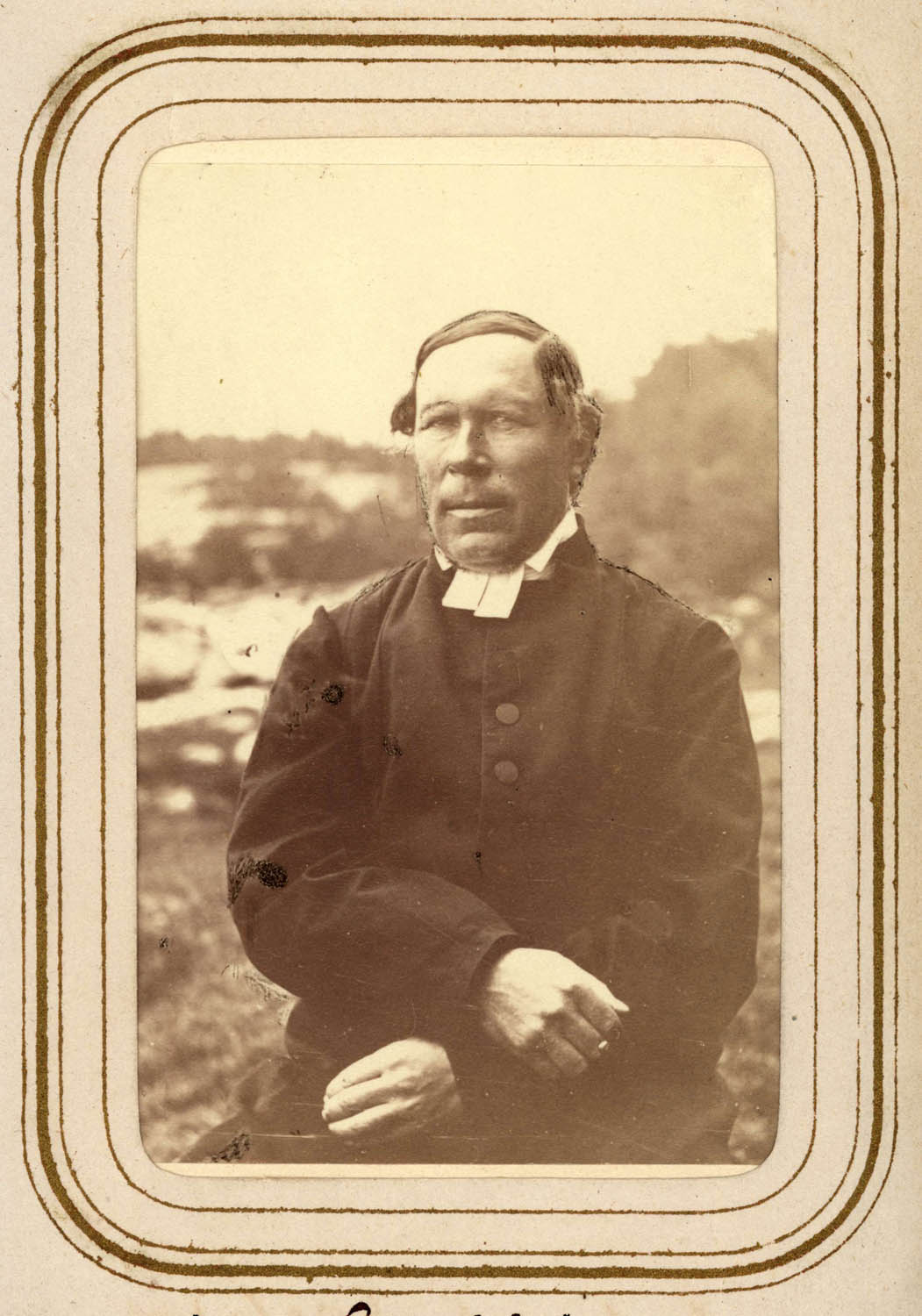
Johan Laestadius, kyrkoherde i Jokkmokk
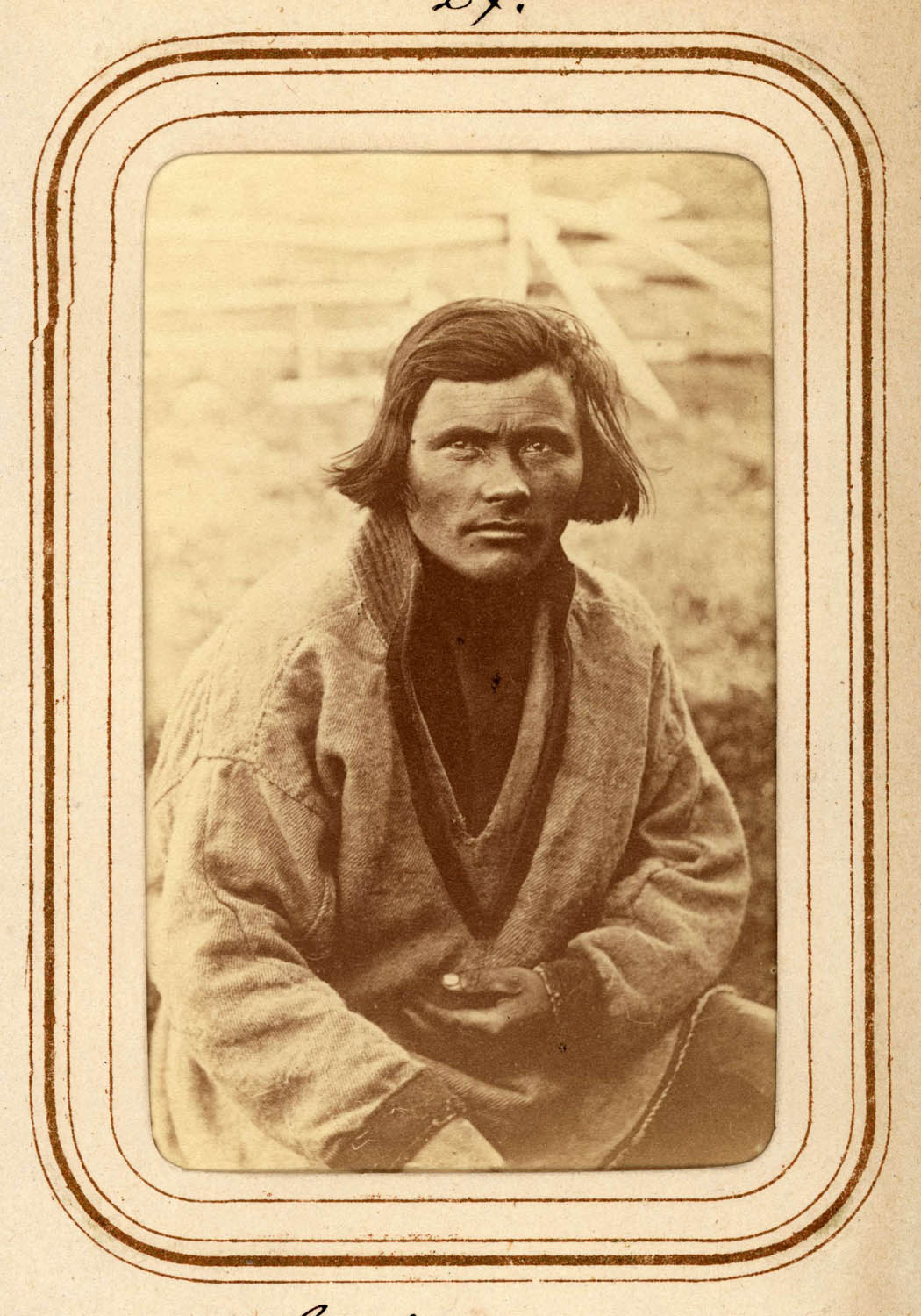
Olof Gruvvisare, same från Sirkas